# Xã Neosho, Quận Newton, Missouri
Xã Neosho (tiếng Anh: Neosho Township) là một xã thuộc quận Newton, tiểu bang Missouri, Hoa Kỳ. Năm 2010, dân số của xã này là 18.039 người.